# Cacopsylla negundinis
Cacopsylla negundinis är en insektsart som först beskrevs av Mally 1894.  Cacopsylla negundinis ingår i släktet Cacopsylla och familjen rundbladloppor. Inga underarter finns listade i Catalogue of Life.